# Baraem
Baraem (arab. ‏براعم‎) – katarski kanał telewizyjny adresowany do dzieci. Został uruchomiony w 2009 roku. Jest skierowany do dzieci w wieku przedszkolnym – od trzech do sześciu lat.
Nadaje wyłącznie treści w języku arabskim.